# Teggiano
Teggiano är en ort och kommun i provinsen Salerno i regionen Kampanien i Italien. Kommunen hade 7 794 invånare (2017).